# Johannes Voldemar Veski

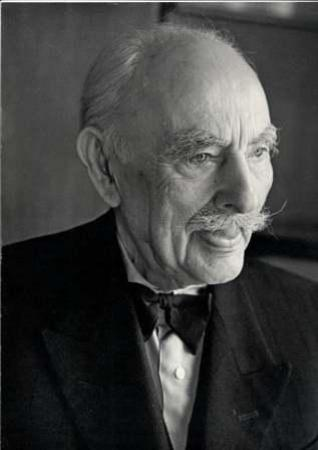
Johannes Voldemar Veski

Johannes Voldemar Veski (Vaidavere, 27 de junio de 1873 – Tartu, 28 de marzo de 1968) fue un lingüista, compilador de diccionarios y terminólogo estonio.
Veski fue Secretario Científico de la Sociedad Literaria de Estonia de 1914 a 1922. Trabajó como profesor de lengua estonia en la Universidad de Tartu en los años 1920-1938. Fue galardonado como doctor honoris causa por la Universidad de Tartu en 1933.